# クイーン・エメラルダス号
クイーン・エメラルダス号（クイーン・エメラルダスごう）は、松本零士の漫画『クイーン・エメラルダス』をはじめとする漫画作品やアニメ作品などに登場する架空の宇宙船。
本稿では主に、主役メカとして登場する『クイーン・エメラルダス』の描写を中心に解説する。なお、単にOVAと表記している場合、同作品のOVA版を指す。

## 概要
宇宙海賊・エメラルダスの宇宙船であり、キャプテンハーロックの乗艦・アルカディア号と互角の性能を持つ。漫画『宇宙海賊キャプテンハーロック』に登場した船体のような例外はあるものの、各作品に登場するものの多くは、硬式飛行船のような上部船体と、それにゴンドラのようにして付いている往年の帆船のような風体の下部船体、という外観をしている。「プリンセス」に掲載された読切作品では、エメラルダス号は飛行船という設定である。
エメラルダスの設定自体が変化するため、これに関する設定も様々であるがほぼ共通の設定として、「エメラルダスの所有船」であることと「何らかの形でトチローが関わった」というものである。惑星『ジュラ』でモスガルート出身の「ゾナラーナ」という女性に譲り受けた後に「故障した振りをしてトチローをテストした」と設定されているもの（『エメラルダス』）や、かつて高い文明を持っていた者たちが作り出したもので「トチローが修理に関わった」とされているもの(『ニーベルングの指環』)など、作品によってシチュエーションは異なる。
原作漫画では上述のようにゾナラーナから譲り受けた船であることが明らかになっているものの、元の持ち主であったゾナラーナがこの船をどのようにして入手したのか、誰が発明したのかについては説明されていない。また、「クイーン・エメラルダス号」という船名はエメラルダスが自ら名付けた名称ではなく、ゾナラーナが所有していた当時から「クイーン・エメラルダス号」という船名だったか、もしくはエメラルダスに譲渡すること前提としてゾナラーナが予め名付けておいた名称である旨が語られている。
「宇宙の歴史に残るほどの偉大な船」として、ヤマトやアルカディア号と共に『銀河鉄道999』などの作品にゲスト出演することもある。

## 武装・デザインなど
※ここでは主に『エメラルダス』、『999』劇場版などに登場したタイプの設定を元に記す（右記諸元も同様）。
飛行船の気嚢に似たデザインの上部エンジンが船体の大部分を占め、下部にある操縦室に相当する部分は大航海時代の帆船を彷彿とさせるゴンドラ式キャビンとなっており、その舳先には女神像の装飾が施されている。キャビン側面には粒子ビーム砲が配置され、船尾には赤地に白抜きの髑髏が描かれた旗を掲げている。妨害電波を出しているため、肉眼で確認できる距離まで近づかない限りその姿を見ることはできず、見た者は死ぬという。
『999』劇場アニメ版では、エンジンには青系の色で迷彩塗装が施され、航行中はライトアップにより各部を点滅させることもでき、1998年に製作されたOVAではエンジンからミサイルを多数放ったり、全方位に向けて幾筋ものビームを放つなど、ウェポンコンテナとしての役割も果たしている。このエンジン正面側の先端にはドクロのマークがあり、そこからビームを放って敵艦などを破壊することが多い。なお、OVAや『ニーベルングの指環』ではここが操縦室となっており、髑髏の目の部分から外を一望できる。なお、上部船体の後部、キャビン後方に艦載機発進口がある。
原作版ではエンジンの左右側面の中央あたりに、白い髑髏が中に描かれた赤いハート（♥）のマークがある。『999』劇場アニメ版のものではこのハートのマークがダイヤ（◆）になり、エンジン後部のデザインも円錐状に伸びた形に変更され、OVAでも同様のデザインとなっている。
劇場アニメ『わが青春のアルカディア』でのトチローの弁によると、耐熱温度ではアルカディア号にわずかに劣るとされている。続編となるTVシリーズ『無限軌道SSX』やOVAでは、バリアを展開して敵の攻撃を無効化することも可能。また、『エメラルダス』OVAではステルス機能を有している。
999号同様にコンピューターによる人工知能を搭載しており、自我を持っている。トチロー曰く「疑り深い」性格らしく、エメラルダスが乗船を許した彼を試すためにわざと故障した振りをしたり、トチローが船の設計者について思いを馳せる場面では設計者のことを思い出し、船体を震わせるという感情表現もしている。初期には、エメラルダス号はエメラルダス以外を乗せるのを嫌い、エメラルダスもそうしなかった（『999』での初登場の際もエメラルダス以外はアンドロイドが働いていた）という設定があった。
『松本零士999 〜Story of Galaxy Express 999〜』の記述では、その巨体と威圧感から、エメラルダス号が舞い降りて街に漆黒の影を落とすと、大国でも戦わずして降伏すると言われる。

## クイーン・エメラルダス号のみの登場
火聖旅団 ダナサイト999.9
舞台が2024年で、エメラルダスは描かれていない。ハーロックはアルカディア号とともに描写されている。
銀河鉄道999 エターナルファンタジー
ラスト前で、アルカディア号、ヤマトと共に登場。

## その他のエメラルダス号
クイーン・エメラルダス号は様々な松本作品に登場するが、飛行船型ではないもの、原作版や劇場版999のような下部ゴンドラ部が帆船形状ではないものなど、いろいろなタイプがある。
プリンセス版
初登場作品。空中海賊エメラルダスの飛行船で、エメラルダスをリーダーに乗員は女だけで構成されている。初登場作品が本物の飛行船であるところが、他作品との違いとなっている。下部ゴンドラ部分は劇場版に近く、武装は帆船同様の先込め式カノン砲である。ライバルとして登場するハーロックのデス・ハーロック号はエメラルダス号と同型の海賊船だが、ゴンドラ部分はエメラルダス号と違い帆船型ではなく金属製の箱形キャビン。こちらは対照的に乗組員は男だけとなっているほか、ゴンドラ側面に配された武装も後装式の野砲と近代的なものとなっている。
宇宙海賊キャプテンハーロック版
単行本第1巻で登場。アニメには登場しない。形状は飛行船型ではなくロケット型。アルカディア号乗組員の弁では「信じられないほど旧式形状の宇宙船」であり、ミーメは「破壊サレ、原子ニ還ッタハズ」と述べている。ハーロックにエメラルダスの幻を見せようとするマゾーンの罠として使われた。
銀河鉄道999 原作・TV版
単行本第4巻、TV版第22話「海賊船クイーン・エメラルダス」および、同話をもとにしたTVスペシャル版「永遠の旅人エメラルダス」に登場。エメラルダスだけでなく、黒覆面の女部下達数十名も乗り込んでいる。飛行船形状だが、カラーリングは漆黒に白いラインが碁盤状に入ったもので、ドクロマークの色は赤。ゴンドラ部分は帆船形状ではなく、普通の宇宙船のような形になっている。ゴンドラ本体部分からコントロールブリッドやビーム砲を発射し、たった二撃で機械化人の武装宇宙艇や、999号の装甲車を戦闘不能にするほどの威力を有す。宇宙船を拿捕して斬り込む移乗用アンカーチューブに、地上にいる相手を捕獲するための大小二つの伸縮式マジックハンドも装備、内部には手術室もある。
なお、『ニーベルングの指環』でエメラルダスが使用した白鳥のようなフォルムを持ち、ワープ航法も可能なトチロー設計の帆船は、アオシマ（ミラクルハウス）から2010年に発売された新世紀合金クイーン・エメラルダス号に付属する搭載艇となっている。

## 補足
『999』劇場版1作目でのクライマックスになる機械化母星メーテルの戦闘シーンでは、着色ミスでエンジンの色がアルカディア号の船体色である緑になっているカットがある。